# 让—乔治·诺维尔

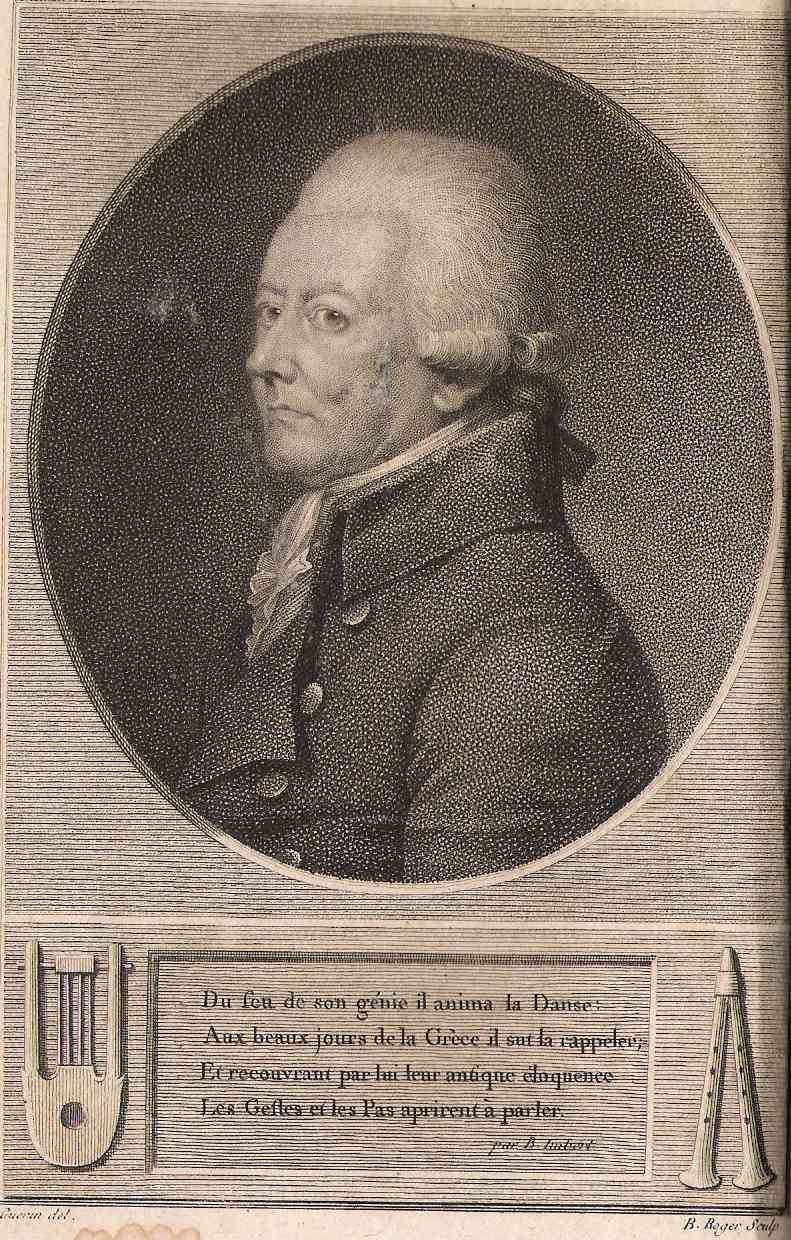
让—乔治·诺维尔

让-乔治·诺维尔（1727年4月29日 – 1810年10月19日）是一位法国舞蹈家和芭蕾舞者。他的生日现在被定为世界舞蹈日。他的第一次登台演出的地點位於國立喜歌劇院。後來他又前往柏林演出，當時腓特烈二世及其兄长普魯士的海因里希王子就坐在台下。1776年，他出任巴黎歌剧院芭蕾舞团指挥。